# Николо-Раменское сельское поселение
Николо-Раменское сельское поселение — упразднённое сельское поселение, входившее в состав Череповецкого района Вологодской области. Административный центр — деревня Николо-Раменье.
Образовано 1 января 2006 года в соответствии с Федеральным законом № 131 «Об общих принципах организации местного самоуправления в Российской Федерации».
В состав сельского поселения вошёл Николо-Раменский сельсовет.
Законом Вологодской области от 28 апреля 2015 года № 3632-ОЗ, Коротовское, Николо-Раменское и Ягницкое сельские поселения преобразованы, путём объединения, в сельское поселение Уломское с административным центром в деревне Коротово.
По данным переписи 2010 года население — 641 человек.
Глава поселения — Баталин Сергей Александрович.

## География
Расположено на юго-западе района. Граничит:
- на севере с Коротовским сельским поселением,
- на востоке с Мяксинским сельским поселением,
- на юго-востоке с Ягницким сельским поселением,
- на западе с Тверской областью (часть границы проходит по Рыбинскому водохранилищу).

Территория сельского поселения дважды соприкасается с Рыбинским вдохрнилищем: один рукав образует юго-западную границу (на берегу расположены деревни Харламовская, Бор, Красный Двор), другой заходит на территорию в северо-восточной части (на берегу деревни Дмитриево, Заречье, Браславль). По территории поселения протекают реки Колоденка, Подзагорская, Вочкомка, расположены озёра Игнатьевское, Сокольницкое.

## Населённые пункты
В 1999 году был утверждён список населённых пунктов Вологодской области. С тех пор состав Николо-Раменского сельсовета не менялся.
В состав сельского поселения входило 20 деревень.
| Населённый пункт       | ОКАТО          | Рег. номер | Расстояние до районного центра, км | Расстояние до центра поселения, км | Координаты                      |
| ---------------------- | -------------- | ---------- | ---------------------------------- | ---------------------------------- | ------------------------------- |
| деревня Бор            | 19 256 872 002 | 7739       | 102                                | 12                                 | 58°45′55″ с. ш. 37°15′23″ в. д. |
| деревня Браславль      | 19 256 872 003 | 7740       | 84                                 | 14                                 | 58°50′59″ с. ш. 37°28′17″ в. д. |
| деревня Бузаково       | 19 256 872 004 | 7741       | 81                                 | 11                                 | 58°52′21″ с. ш. 37°24′42″ в. д. |
| деревня Вешняки        | 19 256 872 005 | 7742       | 112                                | 22                                 | 58°49′52″ с. ш. 37°12′43″ в. д. |
| деревня Дмитриево      | 19 256 872 006 | 7743       | 80                                 | 10                                 | 58°52′38″ с. ш. 37°26′02″ в. д. |
| деревня Задние Чуди    | 19 256 872 007 | 7744       | 100                                | 10                                 | 58°46′24″ с. ш. 37°28′30″ в. д. |
| деревня Заречье        | 19 256 872 008 | 7745       | 81                                 | 11                                 | 58°52′11″ с. ш. 37°26′01″ в. д. |
| деревня Игнатьево      | 19 256 872 009 | 7746       | 94                                 | 4                                  | 58°50′09″ с. ш. 37°19′07″ в. д. |
| деревня Красный Двор   | 19 256 872 010 | 7747       | 98                                 | 8                                  | 58°45′36″ с. ш. 37°20′23″ в. д. |
| деревня Куншино        | 19 256 872 011 | 7748       | 84                                 | 14                                 | 58°52′21″ с. ш. 37°22′55″ в. д. |
| деревня Николо-Раменье | 19 256 872 001 | 7738       | 90                                 | —                                  | 58°48′38″ с. ш. 37°22′44″ в. д. |
| деревня Остров         | 19 256 872 012 | 7749       | 98                                 | 18                                 | 58°51′28″ с. ш. 37°32′52″ в. д. |
| деревня Пустошка       | 19 256 872 013 | 7750       | 81                                 | 11                                 | 58°52′40″ с. ш. 37°24′45″ в. д. |
| деревня Ручьи          | 19 256 872 014 | 7751       | 110                                | 20                                 | 58°47′43″ с. ш. 37°13′55″ в. д. |
| деревня Сковятино      | 19 256 872 015 | 7752       | 91                                 | 1                                  | 58°48′02″ с. ш. 37°23′53″ в. д. |
| деревня Сокольники     | 19 256 872 016 | 7753       | 96                                 | 16                                 | 58°49′40″ с. ш. 37°34′19″ в. д. |
| деревня Средние Чуди   | 19 256 872 017 | 7754       | 97                                 | 7                                  | 58°47′03″ с. ш. 37°26′28″ в. д. |
| деревня Степанково     | 19 256 872 018 | 7755       | 97                                 | 17                                 | 58°53′01″ с. ш. 37°18′54″ в. д. |
| деревня Трофанково     | 19 256 872 019 | 7756       | 95                                 | 15                                 | 58°52′24″ с. ш. 37°21′00″ в. д. |
| деревня Харламовская   | 19 256 872 020 | 7757       | 110                                | 20                                 | 58°48′19″ с. ш. 37°12′43″ в. д. |